# Bentley Hunaudières
Bentley Hunaudières — концепт-кар створений Bentley для Женевського міжнародного автомобільного салону в 1999 році. Він оснащений 8,0-літровим атмосферним двигуном WR16 від Volkswagen, адаптованим і модифікованим Bentley який генерує 623 кс. Та у поєднанні 4000 об/хв з п’ятиступінчастою механічною коробкою передач. Він здатний розвивати максимальну швидкість 350 км/год (217 миль/год).
Hunaudières був побудований на шасі Lamborghini Diablo, після його купівлі концерном Volkswagen.

## Назва
Назва Hunaudières віддає данину поваги знаменитій трасі Circuit de la Sarthe, де сер Тім Біркін на «Blower Bentley» обігнав Рудольфа Караччолу на Mercedes-Benz SSK на швидкості 125 миль/год (201 км/год), коли одне колесо було на траві, а інше на трасі.

## Виробництво
Концепт разом із аналогічним Audi Rosemeyer призвела до виробництва Bugatti Veyron материнською компанією Volkswagen.